# Molobratia chujoi
Molobratia chujoi is een vliegensoort uit de familie van de roofvliegen (Asilidae). De wetenschappelijke naam van de soort is voor het eerst geldig gepubliceerd in 1989 door Nagatomi & Imaizumi & Nagatomi.